# Črnova
Črnova este o localitate din comuna Velenje, Slovenia, cu o populație de 318 locuitori.